# غايتان تيني
غايتان إيزا لوري تيني (بالفرنسية: Gaëtane Iza Laure Thiney)‏ هي لاعبة كرة قدم فرنسية في مركز الوسط والهجوم ولدت في يوم 28 أكتوبر 1985 في مدينة تروا في فرنسا، تلعب حالياً في صفوف نادي جوفيسي وسبق لها اللعب مع نادي أولمبيك أواس وأولمبيك سانت ميمي، في سنة 2007 بدأت باللعب مع منتخب فرنسا لكرة قدم السيدات ويبلغ طولها 170 سم.

## روابط خارجية
- غايتان تيني على موقع الاتحاد الدولي (مؤرشف)  (الإنجليزية)
- غايتان تيني على موقع الاتحاد الأوربي (الإنجليزية)
- غايتان تيني على موقع قاعدة بيانات كرة القدم.إي يو (الإنجليزية)
- غايتان تيني على موقع Soccerway.com (الإنجليزية)
- غايتان تيني على موقع أوليمبيديا (الإنجليزية)
- غايتان تيني على موقع اللجنة الأولمبية الفرنسية (مؤرشف) (الفرنسية)